# José Mondragón
José Mondragón (Cali, 12 de enero de 1994) es un futbolista colombiano que juega como defensa.

## Clubes
| Club                | País                | Año         |
| ------------------- | ------------------- | ----------- |
| Deportivo Cali      | Colombia            | 2013        |
| Jaguares de Córdoba | Colombia            | 2014        |
| Deportivo Cali      | Colombia            | 2015        |
| Jaguares de Córdoba | Colombia            | 2015        |
| Cúcuta Deportivo    | Colombia            | 2016        |
| Atlético F. C.      | Colombia            | 2017        |
| Fortaleza F. C.     | Colombia            | 2018 - 2019 |
| Fortaleza CEIF      | Colombia            | 2020        |
| Sonsonate           | Ciudad del Salvador | 2021        |
| Yoro FC             | Honduras            | 2022        |
| Yoro FC             | Honduras            | 2023        |

## Palmarés

### Torneo Nacionales
| Título          | Equipo              | País     | Año  |
| --------------- | ------------------- | -------- | ---- |
| Primera B       | Jaguares de Córdoba | Colombia | 2014 |
| Torneo Apertura | Deportivo Cali      | Colombia | 2015 |